# Математическа гимназия „Гео Милев“
Математическа гимназия (МГ) „Гео Милев“ е средно училище в Плевен, България.
Създадено е през 1963 г. Днес се помещава в просторната сграда на бившето съветско училище в на к-с. „Сторгозия“ в западната част на града.
В МГ „Гео Милев“ редовно се обучават около 900 ученици от 63 учители. Помощният персонал е 19 души. Директор на училището понастоящем е Диана Данова, преподавател по математика.
В двора на училището се намира и Общоградското средношколско общежитие.

## Преподаватели
- Директор – Диана Данова
- Помощник-директори – Стефка Иванова, Ирена Борисова (Петрова)
- Общ брой на учителите: 63
- В гимназията преподават 5 учители с 1-во ПКС и 23 с 2-ро ПКС
- 25% от учителите на гимназията са бивши нейни възпитаници
- 12 учители имат публикации в научно-методически списания и участия в конференции

## Учебна база
Училището разполага с много добра материална база, която се обновява всяка година.
- Библиотека с 20 000 книги, като всяка година се добавят нови издания
- Физкултурен салон
- Актова зала с 200 места
- Лекарски кабинет
- 3 спортни площадки

Математическата гимназия разполага и с няколко модерни кабинета по информатика. има възможност на учителите да преподават интерактивни уроци по физика, химия, биология, география, чужди езици.

## История
Училището е наследник на Първо единно училище, създадено през 1952 – 53 учебна година в сградата на тогавашната Мъжка г-я, сега Медицински университет.
- 1952 – 1959 г. – училището търпи промени в наименованието, носене на наръкавни номера, от 5-бална към 6-бална система и всички тогавашни експерименти. В него работят учителите по музика Дора Боянова-Гложенска, примадона на Плевенската оперета, братовчедка на Катя и Диана Попови, една от основните преподавателки в Музикалната г-я в Плевен, Доцо Вътков – легенда на духовите оркестри в България, и други музиканти. Създават се добре обзаведени кабинети и работилници, напр. работещ макет-разрез на лек автомобил, стругарна и шлосерна, електро-радио- и фототехнически кабинети. На училището се подаряват Jeep Willis, камион Ford, трактор КД-35 и много други атрактивни и полезни пособия, уреди и съоръжения. В горния (гимназиалния) курс работят едни от най-добрите стари и по-млади учители на Плевен: Божин Лазаров и Мария Пацева (математика), Люба Сиракова (физика), Мария Димитрова, Венка Митева (български език и литература), Анка Анастасова (химия), Петър Минчев (география), Енчо Хаджипетков (история), Недьо Стоянов (физкултура), Радка Дълбокова (логика и психология), Зара Ставрева (френски), Мариана Бойчинова (немски), Андреев (стенография, история), Марин Василев (рисуване) и много други. Мъжката гимназия междувременно става смесена, директорите на двете училища се конкурират и учителската стая е разделена на две половини с плоскости, с комшулук за съобщаване на колегите-учители. Единното минава отзад, а Смесената – от централния вход. На манифестации се излиза с трактора (управляван от артиста Бебо Домусчиев), джипа, духовата музика. С малките до 7 клас училището се точи дълго и радостно под такта на духовия оркестър. Градската и военната музика почиват в това време. Провеждат се ежегодни или оперетни продукции (1957/58), 1959/60), или целодневни фестивали (1958/59) с по над сто участници, привличат се и по-малките от „средния“ курс. Изявяват се бъдещи професори и доценти по физика, учени, инженери, лекари, артисти, учители по точните и хуманитарните предмети, артисти и музиканти – проф. физик Николай Мартинов, Емил Димитров, д-р Венелин Цанков, д-р Будимир Евтимов, д-р Брилянта Макавеева, строителят Рахамим Грандибул, десетки инженери, техници, музиканти, учители и други специалисти, цигуларката Йовка Йорданова, челистката Малина Каракашева, учителката и поетеса Елена Сотирова, певиците Лили Божилова и Надка Цолова, писателят Марин Траянов (баща на Илия Троянов) и много други уважавани и като ученици, и като зрели граждани хора.
- 1954 – 1958 г. – представени са оперетите „Наталка-Полтавка“ (съвместно с Девическата гимназия) и „Скитникът-циганин“. Съставът на „Скитникът-циганин“ се натоварва на камиона „Форд“, кара го шлосерът-шофьор Данко, завучът е изкарал разрешително за един ден да кара хора от КАТ, джипът отпред, до село Славяново (сега град). В читалището се представя оперетата пред учениците от тамошната гимназия, момичета и момчета разделени с дъска по дължина на салона;
- 1956 – 1957 учебна г. – става едно от десетте опитни политехнически училища в България, връща се 6-бална система и 3-срочна година, през лятото на 1957 ученици от 8 и 7 клас имат голямо участие в бригада на строежа на колопистата, поради което гледат гратис гостуващи на стадиона състави на Вацлав Кучера и други;
- 1959 г. – лятна бригада от около 70 души от 8, 9 и 10 клас на строежа на новата сграда в големия двор на начално училище „Гео Милев“, първоначално „П. Каравелов“. Част от изкопните и бетонджийските работи, настилането с камъни и асфалт на плаца и игрището, шахти и английски дворчета, част от електроинсталациите, вертикалната планировка са дело на учениците-бригадири;
- 1959 г. – голямо участие с отбори в национална спартакиада и състезания по туристическо ориентиране на Витоша. Групите са предвождани от командира на бригадата Недьо Стоянов. В неговото отсъствие бригадата продължава директно под ръководството на техн. ръководител Лазар Георгиев;
- 1959 г. – същото лято цял един 10 клас отива на бригада в Кайлъка и работи един месец на изкопаване на изкуствени пещери и други сериозни обекти;
- 1959 г. – август-септември – учители и ученици пренасят цялото училище от първата му сграда. Завучът Митев събира мераклии-бараби и с трактора с ремарке и камиона се пренасят кабинети и имущество. В новата сграда чиновете и шкафчетата в коридора са нови;
- 1959 г. – на 15 септември влизат ученици само в два етажа на дългото тяло, третият и късото тяло още се строят. Учениците се събуват по пантофи;
- 1959 – 1960 учебна г. – сменя се част от състава на учителите. Работи столовата в сутерена. Долният и средният курс са останали в старата сграда, за да дадат началото на училища „Христо Смирненски“;
- 1959 – 1960 учебна г. – подготвена е българската оперета „Българи от старо време“ с режисьор артистката от Плевенския театър Роза Балканска, диригент Кирил Алексиев, даровит певец и уважаван учител, разпопен свещеник;
- Училището получава лека кола „Шкода“ 440, ДКН Пл 17 – 88.
- 1960 г. – става Трета политехническа гимназия и получава името „Гео Милев“. В старото начално училище „Гео Милев“ се обзавеждат работилници и кабинети, после става Междуучилищен учебно-технически център с учители-специалисти и майстори. В 11 клас се изучават различни специалности (нещо като ЗИП), като радиотехника, електротехника, стругарство и фрезиство. Тези предмети, последвани от нови, като химични лаборанти, оттогава в значителна степен определят професионалната ориентация на абитуриентите;
- 1960 г. – през юли завършва първият випуск в новата сграда. Провежда грандиозни празненства – вечеря на 22 май в ресторант „Кайлъка“ и бал на 24 май с още три гимназии в ДНА;
- 1960 – 1962 г. – строителството завършва, вкл. физкултурния салон. Продължава успешната работа на учителите по физкултура Недю Стоянов и Дафинка Капустянова, изнасят се годишни продукции, завършват нови бъдещи физици, инженери, лекари, учители, химици, станали професори, доценти, асистенти, директори и всякакви специалисти из страната. Затвърдява се репутацията на училището, отделя се като елитна гимназия „горният курс“, а малките остават в не по-малко елитното основно училище „Коста Златарев“, понастоящем „Йордан Йовков“. Много зрелостници почват да учат в чужбина. Очертава се своеобразна „семейственост“ деца от едно семейство да учат, после техните деца постъпват при същите учители;
- 1962 – 1972 г. – випускници на „Единното“ стават учители в „Гео Милев“, идват нови ученици и учители;
- 1972 г. – става Математическа гимназия;
- 1981 г. – открива се профил Физика
- 1988 г. – открива се профил Биология
- 1998 г. – открива се профил Информатика
- 2000 г. – междувременно гимназията се премества в бившето Съветско училище в ж.к. „Сторгозия“.
- 2003 г. – броят на паралелките в гимназията става 38(от V до XII клас)
- 2006 г. – броят на учениците е 967
- 2024 г. – директор на училището става Диана Данова